# 小行星7695
小行星7695（英語：7695 Premysl）是一颗围绕太阳公转的小行星。1984年11月27日，安東寧·姆爾科斯在克列特发现了此天体。
这颗小行星的绝对星等为323.11046等。